# Mariko Okada
Mariko Okada (岡田茉莉子, Okada Mariko) née le 11 janvier 1933 est une actrice japonaise.

## Biographie
Son père était l'acteur du cinéma muet Tokihiko Okada, qui joua dans le film Le Chœur de Tokyo de Yasujirō Ozu en 1931. L'actrice tournera à son tour sous sa direction, dans Fin d'automne (1960) puis dans Le Goût du saké (1962), le dernier film du célèbre réalisateur.
Elle a tourné dans plus de 150 films depuis 1951.

### Vie privée

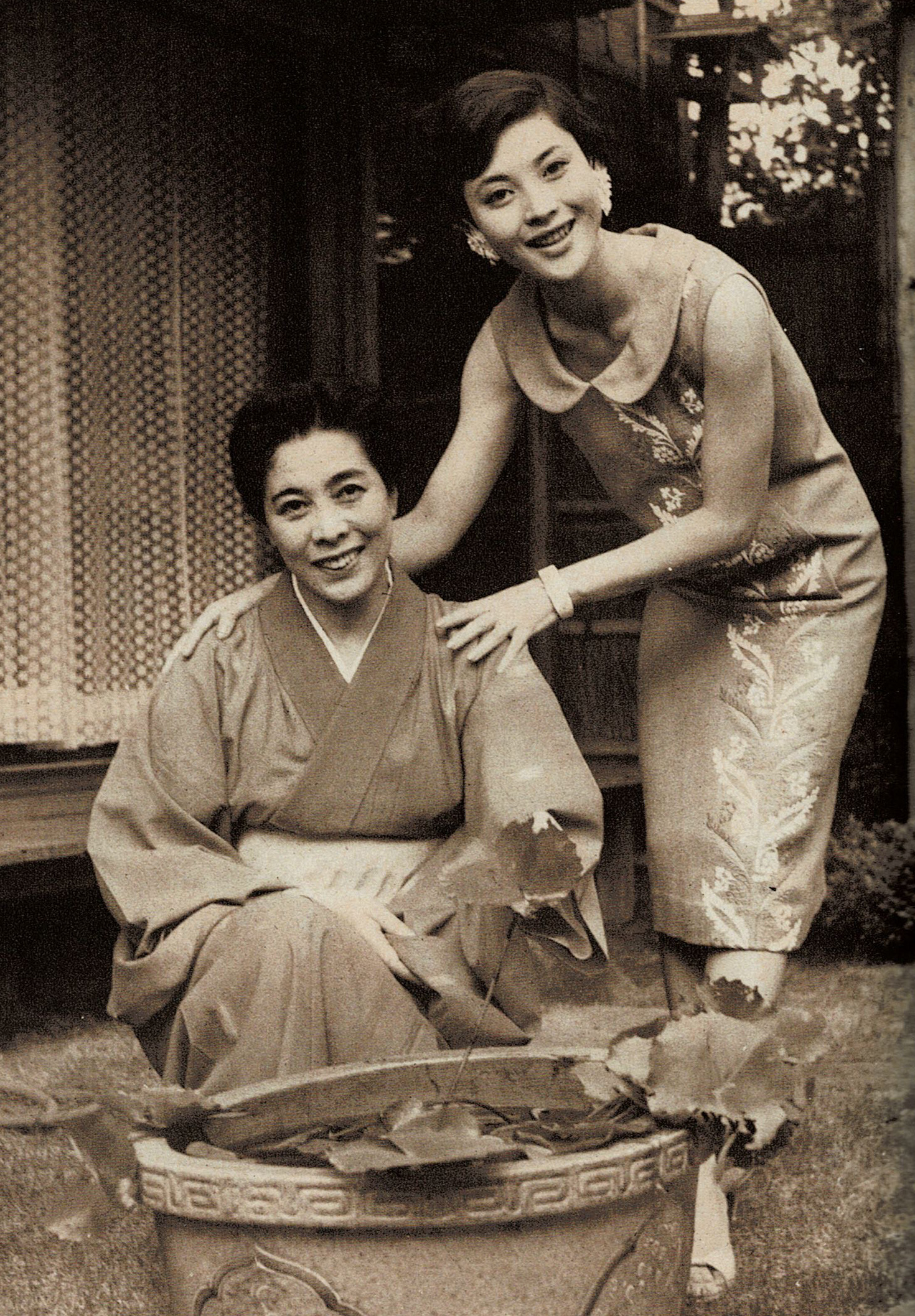
Mariko Okada et sa mère Sonoko Tazuru, en 1958.

Mariko Okada est la fille de l'acteur Tokihiko Okada et de Sonoko Tazuru (ja) . Elle s'est mariée au réalisateur Yoshishige Yoshida.

## Filmographie sélective
- 1951 : La Danseuse (舞姫, Maihime?) de Mikio Naruse

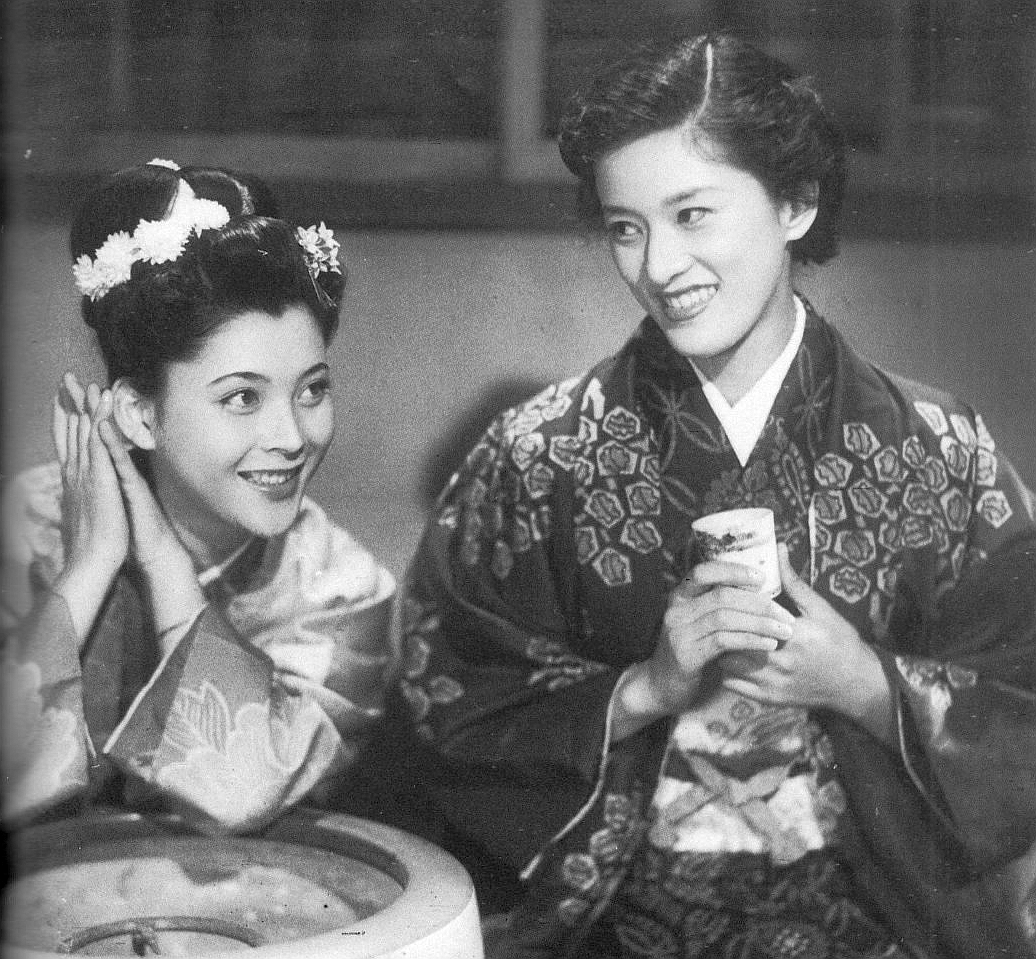
Mariko Okada et Yōko Sugi dans Un couple (1953).

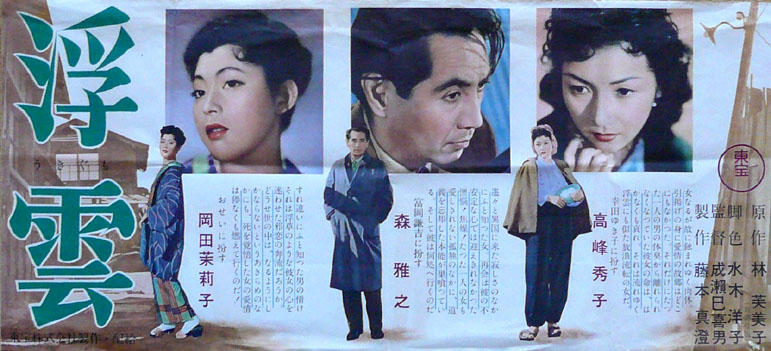
Mariko Okada, Masayuki Mori et Hideko Takamine sur l'affiche du film Nuages flottants (1955).

- 1953 : Un couple (夫婦, Fūfu?) de Mikio Naruse : Kumiko
- 1954 : La Légende de Musashi (宮本武蔵, Miyamoto Musashi?) de Hiroshi Inagaki : Akemi
- 1955 : Nuages flottants (浮雲, Ukigumo?) de Mikio Naruse : Osei Mukai
- 1955 : La Route du voyage (旅路, Tabiji?) de Hiroshi Inagaki : Otaka
- 1955 : Duel à Ichijoji (続宮本武蔵 一乗寺の決闘, Zoku Miyamoto Musashi: Ichijōji no kettō?) de Hiroshi Inagaki : Akemi
- 1956 : La Voie de la lumière (宮本武蔵完結編 決闘巌流島, Miyamoto Musashi kanketsuhen: Kettō Ganryūjima?) de Hiroshi Inagaki : Akemi
- 1956 : Au gré du courant (流れる, Nagareru?) de Mikio Naruse : Nanako
- 1958 : La Saison des mauvaises femmes (悪女の季節, Akujo no kisetsu?) de Minoru Shibuya
- 1960 : Femmes de Tokyo (女の坂, Onna no saka?) de Kōzaburō Yoshimura
- 1960 : Fin d'automne (秋日和, Akibiyori?) de Yasujirō Ozu : Yuriko Sasaki
- 1961 : Uzu (渦?) de Yoshiaki Banshō (ja)
- 1962 : Senkyaku banrai (千客万来?) de Noboru Nakamura
- 1962 : L'Amour de l'année (今年の恋, Kotoshi no koi?) de Keisuke Kinoshita
- 1962 : Aizen katsura (愛染かつら?) de Noboru Nakamura
- 1962 : Kiriko no unmei (霧子の運命?) de Yoshirō Kawazu
- 1962 : La Source thermale d'Akitsu (秋津温泉, Akitsu onsen?) de Yoshishige Yoshida : Shinko
- 1962 : Ai to kanashimi to (愛と悲しみと?) de Hideo Ōba
- 1962 : Gishi shimatsuki (義士始末記?) de Tatsuo Ōsone
- 1962 : Zoku aizen katsura (続・愛染かつら?) de Noboru Nakamura
- 1962 : Le Goût du saké (秋刀魚の味, Sanma no aji?) de Yasujirō Ozu : Akiko
- 1964 : Le Parfum de l'encens (香華, Koge?) de Keisuke Kinoshita : Tomoko
- 1965 : Fantômes japonais (四谷怪談, Yotsuya kaidan?) de Shirō Toyoda
- 1965 : Histoire écrite sur l’eau (水で書かれた物語, Mizu de kakareta monogatari?) de Yoshishige Yoshida : Shizuka Matsutani
- 1966 : Le Lac des femmes (女のみづうみ, Onna no mizuumi?) de Yoshishige Yoshida : Miyako Mizuki
- 1967 : Deux épouses (妻二人, Tsuma futari?) de Yasuzō Masumura : Junko Amamiya
- 1967 : Passion ardente (情炎, Joen?) de Yoshishige Yoshida : Oriko
- 1967 : Flamme et femme (炎と女, Honō to onna?) de Yoshishige Yoshida : Tatsuko Ibuki
- 1968 : Amours dans la neige (樹氷のよろめき, Juhyo no yoromeki?) de Yoshishige Yoshida : Yuriko Anzai
- 1968 : Adieu clarté d'été (さらば夏の光, Saraba natsu no hikari?) de Yoshishige Yoshida : Naoko Toba
- 1969 : Eros + Massacre (エロス+虐殺, Eros + Gyakusatsu?) de Yoshishige Yoshida : Noe Ito
- 1970 : Purgatoire Eroïca (煉獄エロイカ, Rengoku eroica?) de Yoshishige Yoshida : Nanako
- 1972 : Aveux, Théorie, Actrices (告白的女優論, Kokuhakuteki joyūron?) de Yoshishige Yoshida : Nanako
- 1975 : Je suis un chat (吾輩は猫である, Wagahai wa neko de aru?) de Kon Ichikawa : Hanako
- 1985 : Tampopo (タンポポ, Tampopo?) de Jūzō Itami : Supageti Sensei
- 1987 : L'Inspectrice des impôts (マルサの女, Marusa no onna?) de Jūzō Itami : Mitsuko Sugino
- 1999 : La Maison des geishas (おもちゃ, Omocha?) de Kinji Fukasaku : la propriétaire de Hanaman
- 2002 : Femmes en miroir (鏡の女たち, Kagami no onnatachi?) de Yoshishige Yoshida : Ai Kawase
- 2005 : My God, My God, Why Hast Thou Forsaken Me? (エリ・エリ・レマ・サバクタニ, Eli, Eli, lema sabachthani?) de Shinji Aoyama : Navi

## Distinctions
Récompenses
- 1959 : prix Mainichi de la meilleure actrice dans un second rôle pour La Saison des mauvaises femmes[2]
- 1963 : prix Kinema Junpo de la meilleure actrice pour L'Amour de l'année et Kiriko no unmei[3],[4]
- 1963 : prix Mainichi de la meilleure actrice pour La Source thermale d'Akitsu et L'Amour de l'année[5]